# Chérrepe
Chérrepe es una localidad y balneario peruano del 
distrito de Pueblo Nuevo, ubicado en la provincia de Chepén en el departamento de La Libertad. Se encuentra a unos 160 km al norte de la ciudad de Trujillo. El nombre proviene del linaje del cacique local de etnia mochica Pedro Chérrepe.

## Localidad
La localidad de Chérrepe, balneario del distrito de Pueblo Nuevo, pertenece a la Provincia de Chepén. Los lugareños el año 2012 denunciaron ante el Gobierno Regional de La Libertad el otorgamiento de autorización a la empresa Santa Lucía SAC para exploración y explotación de recursos  naturales que afectaría las actividades existentes como son crianza de algas, conchas de abanicos y pesca, actividad principal de la población en la zona.

## Procesos electorales
Los habitantes de Chérrepe en los procesos electorales votan en el distrito de Pueblo Nuevo de la provincia de Chepén.